# سنة الراديو
سنة الراديو رواية للروائية اللبنانية رينيه الحايك. صدرت الرواية لأوّل مرة عام 2015 عن دار التنوير للطباعة والنشر في بيروت. ودخلت في القائمة الطويلة للجائزة العالمية للرواية العربية لعام 2017، المعروفة باسم «جائزة بوكر العربية».

## حول الرواية
تروي الكاتبة اللبنانية «رينيه الحايك» في رواية «سنة الراديو» حكاية تدور أحداثها في بيروت الحالية، وتحكي قصة شابة اخصّائية بتقويم النطق لدى الأطفال. حيث تعمل في مدرسة بعقد عمل مؤقت، ومع نهاية العام الدراسي تنهي المدرسة عقد عملها. فتتنقل في أعمال مختلفة إلى أن تتلقى عرضًا بالعمل في الإذاعة، بعقد لمدة عام. تعمل في الإذاعة كخبيرة نفسيّة، تقدم في برنامجها الذي يبث بشكل حي، نصائح لذوي الأطفال الذين يعانون من صعوبات في النطق أو مشاكل نفسية. نقرأ خلال الرواية تجارب البطلة - طيلة سنة - للحب والفقدان والعمل والمرض والبطالة.